# Erik XII. Švedski
Erik XII. Švedski, švedski kralj, * 1339, † 21. junij 1359.
Med letoma 1356 in 1359 je bil kralj Švedske, kot rival očeta Magnusa IV. Erik in njegov brat Haakon VI. sta bila namreč izvoljena za naslednika švedskega in norveškega prestola. Haakon je leta 1355 zasedel norveški prestol (s tem je razpadla zveza med švedsko in norveško), Erik pa ni dobil niti položaja v švedskem svêtu, kar naj bi bil vzrok za njegov upor. Leta 1357 je tako prisilil očeta, da mu je odstopil oblast nad večjim delom južne Švedske in Finsko. Ozemlje je bilo znova združeno leta 1359, ko sta se pobotala, nato sta vladala skupaj do Erikove smrti nekaj mesecev kasneje.
Podlegel naj bi črni smrti, čeprav je na smrtni postelji obtožil svojo mater, da ga je zastrupila.